# سربازماهی
سربازماهی (نام علمی: Myripristinae) نام یک زیرخانواده از تیره سنجاب‌ماهیان است.